# نکسوس ۵
نکسوس ۵  (به انگلیسی: Nexus 5) گوشی هوشمندی است که توسط گوگل طراحی و به وسیله ال جی ساخته شده است.